# Shorewood-Tower Hills-Harbert
Shorewood-Tower Hills-Harbert – jednostka osadnicza w Stanach Zjednoczonych, w stanie Michigan, w hrabstwie Berrien.